# Spinotarsus hospitii
Spinotarsus hospitii är en mångfotingart som beskrevs av Kraus 1960. Spinotarsus hospitii ingår i släktet Spinotarsus och familjen Odontopygidae. Inga underarter finns listade i Catalogue of Life.